# Coupe en dés
Pour les articles homonymes, voir Dé (homonymie).
La coupe en dés, coupe en mirepoix ou coupe paysanne est une coupe culinaire au couteau dans laquelle l'aliment est coupé en petits blocs ou en dés. Cela peut être fait pour des raisons esthétiques ou pour créer des morceaux de taille uniforme afin de garantir une cuisson uniforme. La coupe en dés permet de répartir la saveur et la texture dans tout le plat et d'accélérer un peu le temps de cuisson. La coupe en dés s'applique généralement aux légumes préparés de cette manière, mais elle peut également s'appliquer à la préparation de la viande ou du poisson et des fruits. La brunoise est une taille particulièrement petite, produite par une nouvelle découpe d'aliments en julienne.

## Exemples
- le poke
- la macédoine

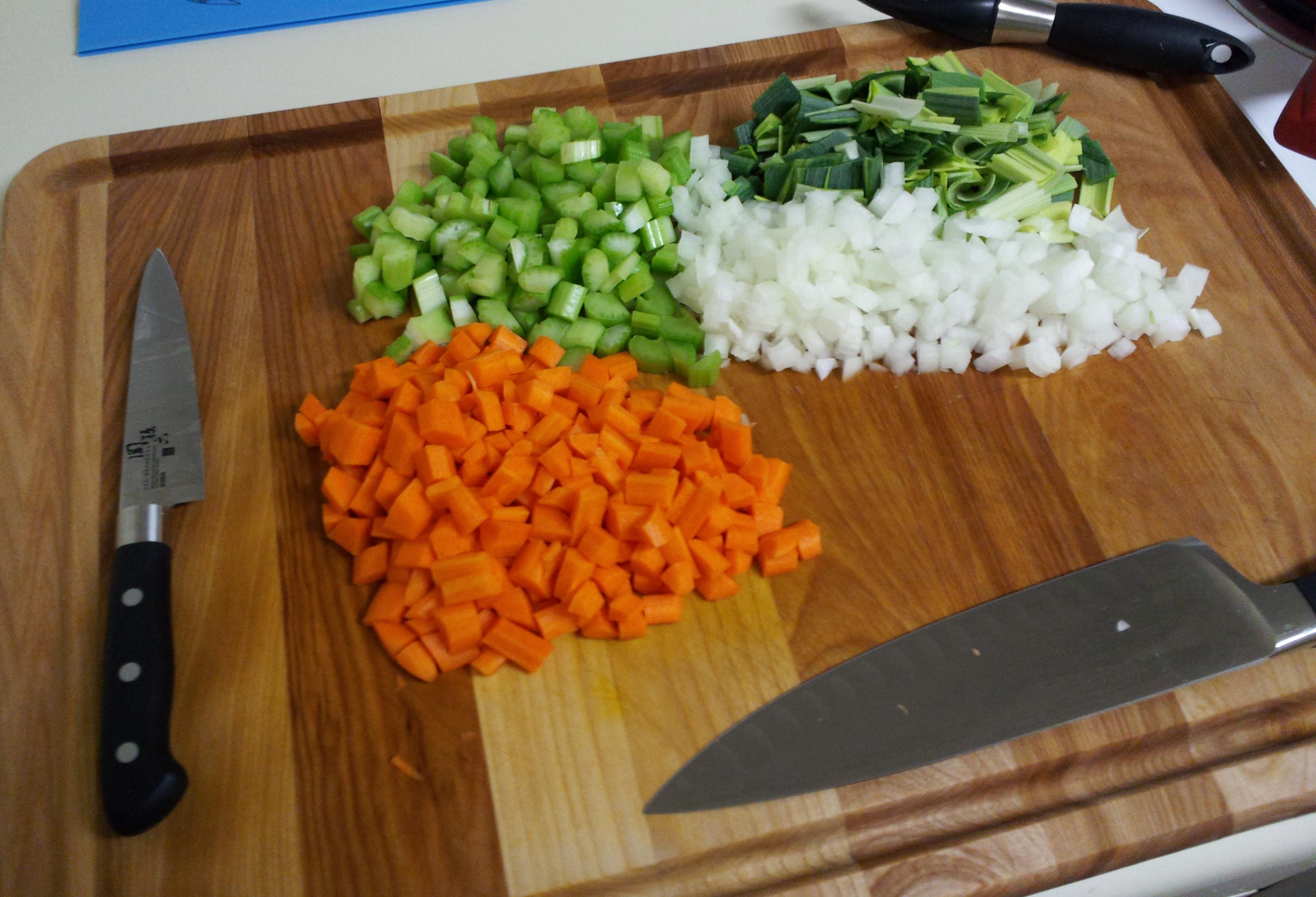
Le mirepoix est une préparation à base d'oignons, carottes et céleri, d'aromates et parfois de jambon ou de lard, taillés en petits dés et rissolés.
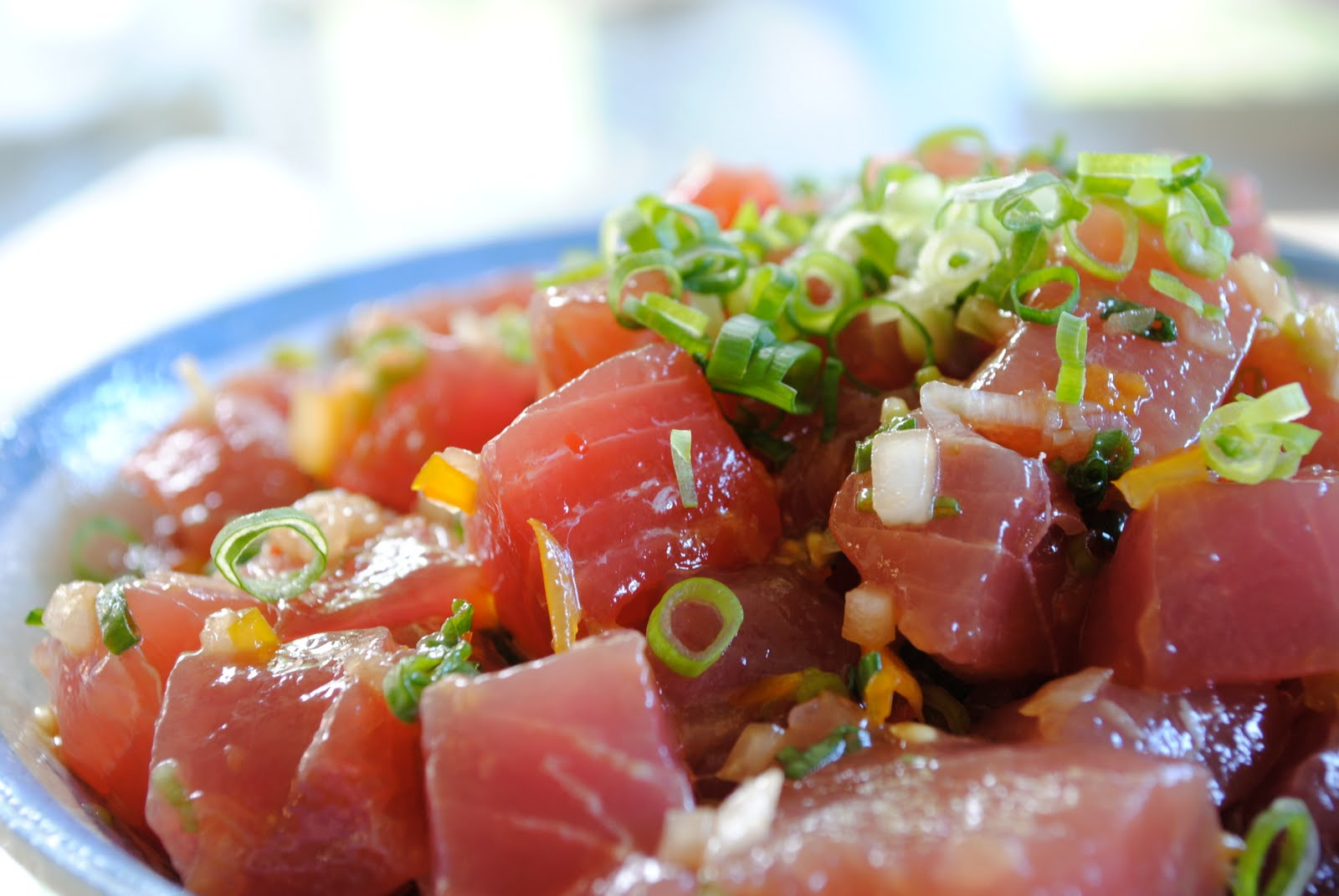
Le poke est un plat où le thon est coupé en dés.
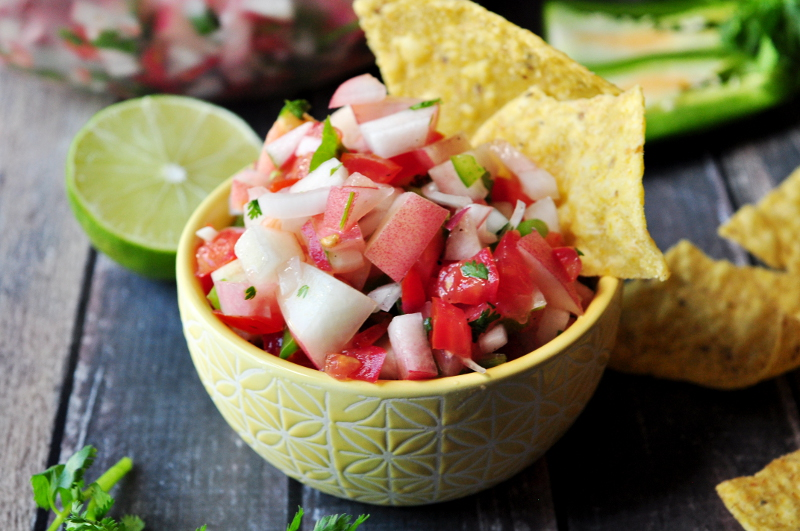
Le pico de gallo (en espagnol, littéralement : « bec de coq ») désigne un mélange de tomates coupées en dés, d'oignons et de piments jalapeños.
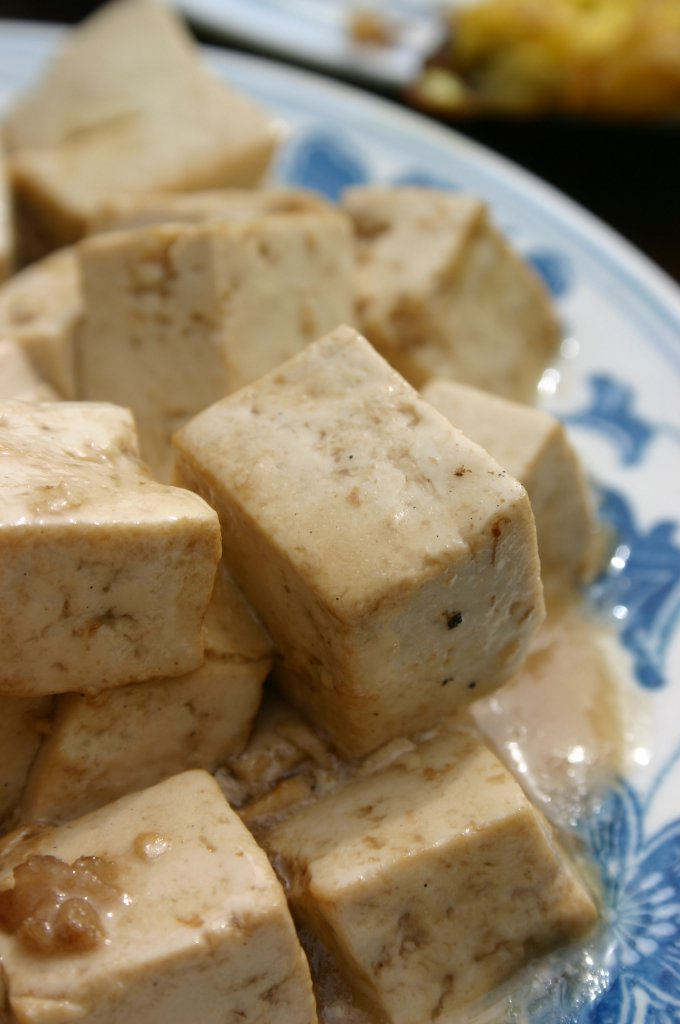
Du tofu coupé en dés,